# Travailleurs non salariés (France)
Les travailleurs non salariés (TNS) sont des travailleurs individuels indépendants (commerçant, artisan, professionnel libéral) ou des gérants majoritaires de sociétés. 

## Régime social obligatoire
Le régime social de base et complémentaire des TNS est aligné sur celui des salariés mais il est géré par d'autres organismes : 
- le RSI pour les assurances maladie-maternité, les allocations familiales des commerçants et artisans, la retraite-invalidité-décès, ou encore la caisse d'assurance vieillesse sauf pour les professions libérales qui dépendent de la CNAVPL ; cette dernière regroupe les régimes obligatoires complémentaires des travailleurs non salariés divisés en 10 sections professionnelles.
- l’Urssaf pour les allocations familiales des professionnels libéraux.

## Particularités
Les TNS ne bénéficient pas d’indemnités de congés payés ni d’assurance chômage. En contrepartie, les cotisations TNS sont moins élevées : le montant des cotisations sociales obligatoires est donc inférieur pour les TNS dans une fourchette comprise entre 30 et 50 % en fonction du niveau de rémunération.

En complément aux régimes obligatoires, les TNS peuvent déduire leurs cotisations de prévoyance individuelle ou de retraite par capitalisation dans le cadre des contrats Madelin facultatifs.